# Alexander Werth (Jurist)
Alexander Werth (auch Alexander Werth-Regendanz) (* 13. Oktober 1908 in Hamburg; † 24. Dezember 1973 in Sils Maria) war ein deutscher Jurist, Staatsbeamter und Fabrikant.

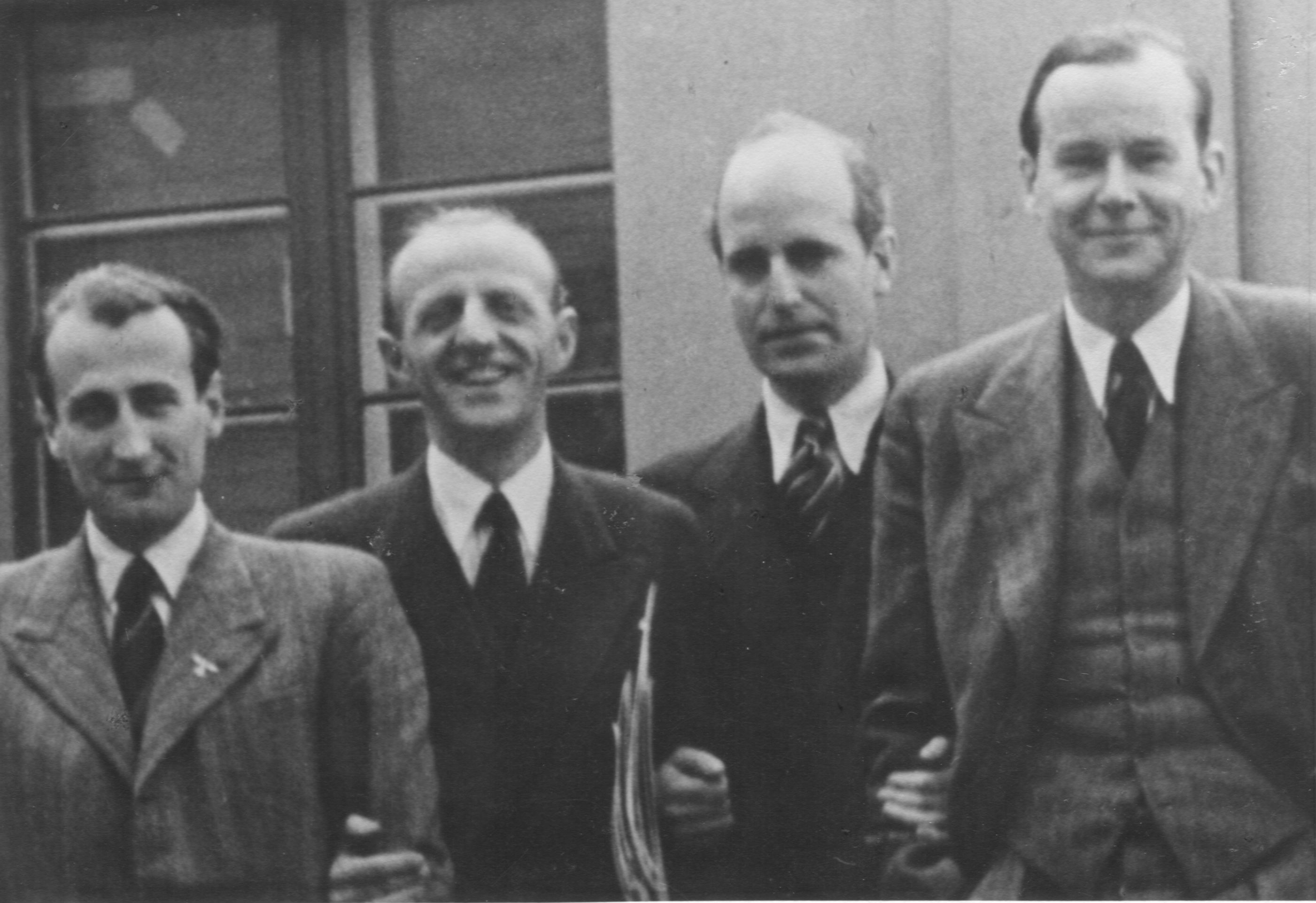
Alexander Werth (ganz links) mit einigen Kollegen im Auswärtigen Amt (um 1942)

## Leben

### Jugend und Ausbildung (1908 bis 1934)
Werth war ein Sohn des späteren Vizeadmirals und Reichskommissars beim Prisenhof Hamburg, Alexander Werth, und dessen Ehefrau Carmen, geborene Herrmann (1888–?). Später wurde er von dem Bankier Wilhelm Regendanz adoptiert, dessen Namen er in der Folge bis zu seiner Emigration in den 1930er Jahren bzw. seiner Rückkehr nach Deutschland 1938 als Namenszusatz trug (Werth-Regendanz).
Werth besuchte von 1915 bis 1923 ein Gymnasium in Kiel und anschließend bis 1927 das Arndt-Gymnasium in Berlin-Dahlem. Anschließend studierte er von 1927 bis 1930 Rechtswissenschaften in Heidelberg, München, Grenoble; Berlin und Göttingen. Die erste juristische Staatsprüfung bestand er im Januar 1931 beim Oberlandesgericht in Celle mit dem Prädikat voll befriedigend. Im Juni 1931 bestand er das Doktorexamen an der Universität Göttingen mit der Note „sehr gut“.
Von 1931 bis 1934 durchlief Werth eine praktische Ausbildungszeit als Anwärter und Gerichtsreferendar an Berliner Gerichten. Während dieser Zeit veröffentlichte er Abhandlungen über den Young-Plan und die europäische Rüstungsfrage.

### Emigration nach Großbritannien (1934 bis 1938)
Im Zusammenhang mit dem Vorgehen gegen seinen Stiefvater – der mit seinem Privatflugzeug nach Großbritannien fliehen konnte – im Zuge des Röhm-Putsches wurde Werth verhaftet und drei Monate lang in einem Konzentrationslager festgehalten, bis ihm im September 1934 schließlich die Ausreise nach Großbritannien gestattet wurde.
In Großbritannien ließ Werth sich in London als Jurist und Student des englischen Rechts nieder. Im Januar 1938 legte er die Schlussprüfung des englischen Anwalts mit dem Resultat gut ab. Daneben arbeitete er als Berater für deutsche Firmen mit wirtschaftlichen Interessen in Großbritannien wie den Rheinisch-Westfälischen Elektrizitätswerken AG oder der Vorarlberger Illwerke AG.

### Rückkehr aus der Emigration und Zweiter Weltkrieg
Im September 1938 wurde Werth die Rückkehr nach Deutschland unter der Bedingung gestattet, dass er in die Wehrmacht eintrete und einen mehrmonatigen Militärdienst ableiste. Nachdem er noch seinen Juristischen Vorbereitungsdienst beim Amtsgericht Berlin beendete, wo er nun die Zweite Staatsprüfung mit dem Ergebnis „voll befriedigend“ bestand, leistete er im Frühling 1939 eine Übung beim 8. Ersatz-Regiment ab.
Im Oktober 1939 wurde Werth zur Wehrmacht eingezogen, in der er als Schütze am Norwegenfeldzug und am Frankreichfeldzug teilnahm. Aufgrund seiner Sprachkenntnisse wurde er vor allem als Dolmetscher für Englisch und Französisch verwendet.
1940 wurde Werth aufgrund seiner ungewöhnlichen Kenntnisse der angelsächsischen Welt vom Auswärtigen Amt reklamiert und infolgedessen als „unabkömmlich gestellt“ aus der Armee entlassen. Nach seinem Eintritt in das Auswärtige Amt wurde Werth zunächst der Informationsabteilung zugeteilt, in der er mit seinem Studienfreund Adam von Trott zu Solz zusammenarbeitete.
Später wurde Werth in einem von Trott geleiteten Sonderreferat des Auswärtigen Amtes verwendet, das mit der Bearbeitung der Pläne der deutschen Staatsführung betraut war, Subhash Chandra Bose, einen der Führer des gewaltbereiten Flügels der indischen Unabhängigkeitsbewegung, nach Indien zurückzuschicken, um so politische Unruhen in der britischen Überseebesitzung zu entfachen, um so den britischen Kriegsgegner zu schwächen. Werth, der zusammen mit Trott hauptverantwortlich für die Betreuung Boses während seines Aufenthaltes in Berlin war, wurde als Wissenschaftlicher Hilfsarbeiter Stellvertreter Trotts als Leiter des Sonderreferats.

### Nachkriegszeit
Nach dem Zweiten Weltkrieg wurde Werth 1951 Leiter der Ringsdorff-Werke GmbH in Mehlem am Rhein, des größten Industriebetriebs von Bad Godesberg, dem er bis in die 1970er Jahre vorstand. Politisch gehörte Werth nach dem Zweiten Weltkrieg der CDU an, für die er Ratsmitglied von Bad Godesberg war. 1971 legte er außerdem eine Biografie Boses vor, die unter anderem ins Englische übersetzt wurde. Werth besaß ein Anwesen im Bad Godesberger Ortsteil Schweinheim (Venner Straße 31), das er Ende 1971 an die Sowjetunion als Residenz ihres Botschafters verkaufte.

## Ehe
Werth heiratete am 18. September 1937 Irmi Messner (* 26. März 1916 in Sabow), eine Tochter des Rittergutsbesitzers Wilhelm Messner (1882–1949) und seiner ersten Ehefrau Else Engelbrecht. Die Mutter von Werths Ehefrau, Else Engelbrecht, war in ihrer zweite Ehe (und seiner zweiten Ehe) mit Werths späterem Stiefvater Wilhelm Regendanz verheiratet gewesen. Nach der Scheidung von ihr hatte Wilhelm Regendanz in seiner dritten Ehe dann Werths Mutter geheiratet. Die Eheleute Werth und Messner waren also durch verschiedene Ehefrauen beide Stiefkinder von Wilhelm Regendanz.
Aus Werths Ehe mit Messner gingen die Kinder Felcitas (* 27. Mai 1939), Alexander (* 19. März 1941) und Angelika (* 4. März 1944) hervor.
In zweiter Ehe heiratete Werth am 13. Mai 1950 die Fotografin Helge, geb. Ringsdorff, eine Tochter des Fabrikanten Hans Ringsdorff.

## Schriften
- Die Clausula Rebus Sic Stantibus im Völkerrecht, insbesondere in ihrer Anwendung auf den Young-Plan, 1931.
- Deutschlands militärische Gleichberechtigung. Eine völkerrechtliche Untersuchung, 1932.
- Der Tiger Indiens. Subhas Chandra Bose, 1971.